# Alan Harper
Alan Jerome Harper és un personatge fictici de la sèrie de la CBS Two and a Half Men. És interpretat per l'actor Jon Cryer, Alan és el pare orgullós de Jake Harper i germà del difunt Charlie Harper, que és fill d'Evelyn Harper i el millor amic de Walden Schmidt.

## Història
El tema central del show, es basa en les relacions dels dos germans Harper. N'Alan és bastant vergonyós pel que fa a les dones. Les seues relacions sentimentals acostumen a acabar bastant malament i tot plegat fan d'ell un pol oposat del seu germà en Charlie.
N'Alan estava casat amb na Judith (Marin Hinkle), que és la mare del seu fill Jake i que rep una pensió mensual de 3.875$ al mes.
La segona esposa de n'Alan va ser na Kandi (April Bowlby, que mantenia relacions ocasionals amb en Charlie.
N'Alan condueix una camioneta Volvo i posseeix la seua pròpia clínica de quiropràctic. Un dels seus majors tics que més el fan enfadar és que hom li recordi que realment no és pas doctor. N'Alan viu a l'habitació de convidats de la casa del seu germà.